# هنری بثرست
هنری بثرست (انگلیسی: Henry Bathurst, 3rd Earl Bathurst; ۲۲ مهٔ ۱۷۶۲ – ۲۷ ژوئیهٔ ۱۸۳۴) سیاست‌مدار اهل پادشاهی بریتانیای کبیر بود.
وی همچنین برندهٔ جوایزی همچون نشان بند جوراب شده‌است.